# Giancarlo Golzi
Giancarlo Golzi (Sanremo, 10 febbraio 1952 – Bordighera, 12 agosto 2015) è stato un batterista, musicista e paroliere italiano, tra i membri fondatori del gruppo dei Matia Bazar e del Museo Rosenbach.

## Biografia
Tra i primi componenti del Museo Rosenbach, gruppo musicale dal genere rock progressivo degli anni Settanta, incide con loro l'album Zarathustra e rimane nel gruppo fino al suo scioglimento nel 1973. Nel corso del 1992 vengono pubblicati Rarities, Live '72 e Rare and Unreleased. Il gruppo si riunisce nel 2000 con l'incisione dell'album Exit.
Nel 1975, due anni dopo lo scioglimento del Museo Rosenbach, entra a far parte di una nuova banda genovese con Piero Cassano, Carlo Marrale, Aldo Stellita e Antonella Ruggiero, Matia, che così diventano i Matia Bazar. Golzi è stato l'ultimo componente a unirsi al gruppo: arrivò poco dopo la registrazione di Stasera che sera, alla fine del 1975. Da Cavallo bianco a C'è tutto un mondo intorno, da Vacanze Romane a La prima stella della sera, da Piccoli giganti a Quando non ci sei, Golzi è il batterista dei più grandi successi della prima era dei Matia Bazar.
Grande appassionato di sport automobilistici, partecipa a diverse gare sia in pista che rally. Nel 1986 partecipa con un team privato alla Parigi-Dakar con una Mitsubishi Pajero.
Quando nel 1998 muore Aldo Stellita, autore dei testi e guida indiscussa del gruppo, Giancarlo decide di andare avanti nel ricordo dell'amico e, dopo l'abbandono di Laura Valente e di Sergio Cossu, richiama Piero Cassano, che aveva abbandonato il gruppo nel 1981; recluta una nuova voce, Silvia Mezzanotte, e un giovane polistrumentista, Fabio Perversi. Il suono del gruppo si modifica verso uno stile più melodico; anche i testi si fanno più semplici, immediati. Parte così la seconda era dei Matia Bazar, che hanno come "capitano" Golzi, l'unico a essere ininterrottamente presente in formazione dal 1975. Nel 2000 la nuova formazione dei Matia Bazar si presenta al Festival di Sanremo con il brano Brivido caldo, ottenendo un discreto successo; ma la soddisfazione più grande arriva nel 2002,con la vittoria al 52º Festival di Sanremo grazie al brano Messaggio d'amore. Nel 2004 Mezzanotte lascia il gruppo e viene rimpiazzata da Roberta Faccani; con la nuova vocalista i Matia Bazar partecipano al 55º Festival di Sanremo, esibendolsi nel brano Grido d'amore, che non ottiene il successo sperato: in molti non riconoscono nella Faccani una cantante simbiotica all'universo Matia Bazar.
Dopo anni avari di soddisfazioni, il gruppo tenta il rilancio richiamando nel 2010 Mezzanotte e partecipando nel 2012 al Festival di Sanremo con il brano Sei tu, venendo eliminato in semifinale. Dopo la vittoria sanremese del 2002 i Matia Bazar, capitanati da Golzi, non riescono più ad essere incisivi e a produrre album degni di nota: molti rimpiangono le voci di Ruggiero e Valente oltreché i testi di Stellita.
È stato, inoltre, direttore artistico dell'Accademia di Sanremo, dedicata ai giovani che desiderano partecipare al Festival di Sanremo, nella sezione "Nuove Proposte". Nel 2001 collabora con Piero Cassano alla stesura del brano Anche tu, con il quale Jenny B partecipa al Festival nello stesso anno. Nel 2003 gli viene affidata la direzione artistica e l'adattamento dei testi in italiano del musical italo-francese I dieci comandamenti, diretto da Elie Chouraqui e prodotto da Guido e Maurizio De Angelis, con il quale ottiene il Premio di Lamezia Terme come miglior paroliere. Coi Matia Bazar, collabora ai cori del brano Inverno, contenuto nell'album Bandido di Miguel Bosé.
Tra il 2012 e il 2013, insieme a Stefano Galifi e Alberto Moreno, decide di risuonare Zarathustra. Giancarlo Golzi ritorna al passato prog e, con una nuova formazione di sette componenti, registra Zarathustra Live in Studio e incide il nuovo album in studio con il Museo Rosenbach, intitolato Barbarica.
Nell'estate del 2015  i Matia Bazar organizzano un tour per festeggiare i 40 anni di carriera.  L'8 agosto 2015 suonano  all'Outlet Village Cilento a Eboli ed è questo l'ultimo concerto di Golzi che viene stroncato da un infarto nella sua casa di Bordighera nella notte tra il 12 e il 13 agosto 2015, all'età di 63 anni.

## Discografia

### Con il Museo Rosenbach
Album in studio
- 1973 – Zarathustra
- 2000 – Exit
- 2013 – Barbarica

Album dal vivo
- 1992 – Live '72
- 2012 – Zarathustra Live in Studio
- 2014 – Live in Tokyo

Raccolte
- 1992 – Rare and Unreleased
- 1992 – Rarities

### Con i Matia Bazar
- 1976 – Matia Bazar 1
- 1977 – Gran Bazar
- 1978 – Semplicità
- 1979 – Tournée
- 1980 – Il tempo del sole
- 1982 – Berlino, Parigi, Londra
- 1983 – Tango
- 1984 – Aristocratica
- 1985 – Melanchólia
- 1987 – Melò
- 1989 – Red Corner
- 1991 – Anime pigre
- 1993 – Dove le canzoni si avverano
- 1995 – Radiomatia
- 1997 – Benvenuti a Sausalito
- 2000 – Brivido caldo
- 2001 – Dolce canto
- 2005 – Profili svelati
- 2007 – One1 Two2 Three3 Four4
- 2008 – One1 Two2 Three3 Four4 - Volume due
- 2011 – Conseguenza logica

### Partecipazioni
- 1984 – Miguel Bosé - Inverno (cori)